# 菲律賓針鯒
菲律賓針鯒，為輻鰭魚綱鮋形目牛尾魚亞目針鯒科的其中一種，分布於菲律賓Sombrero島、Verde島海域，棲息深度約216公尺，棲息在中底層水域，生活習性不明。